# Kevin Yagher
Kevin Troy Yagher (ur. 23 czerwca 1962 w stanie Illinois, USA) – amerykański specjalista od technicznych efektów specjalnych, scenarzysta i reżyser.
Jego agencja Kevin Yagher Productions uczestniczyła przy realizacji takich filmów, jak Bez twarzy (Face/Off, 1997) Johna Woo, Wróg publiczny (Enemy of the State, 1998 Tony’ego Scotta, Wulkan (Volcano, 1997) z Tommym Lee Jonesem, Żołnierze kosmosu (Starship Troopers, 1997) Paula Verhoevena, Teoria spisku (Conspiracy Theory, 1997) z Melem Gibsonem i Julią Roberts czy Mission: Impossible II (2000) Johna Woo z Tomem Cuise'em. Jest autorem scenariusza filmu Jeździec bez głowy (Sleepy Hollow, 1999) i reżyserem filmu Hellraiser IV: Dziedzictwo krwi (Hellraiser: Bloodline, 1996) i kilku odcinków serialu Opowieści z krypty (Tales from the Crypt, 1996).

## Życie prywatne
W 1990 poślubił aktorkę Catherine Hicks. Mają córkę Catie (ur. 1992). Jest bratem przyrodnim aktora Jeffa Yaghera.